# 邊緣銳化
邊緣銳化 (英語：Edge crispening)是一种用濾波器进行影像處理的过程，通过加強影像或是影片的邊緣對比度来获得在視覺上較受使用者喜愛的具有清晰邊界的影像。

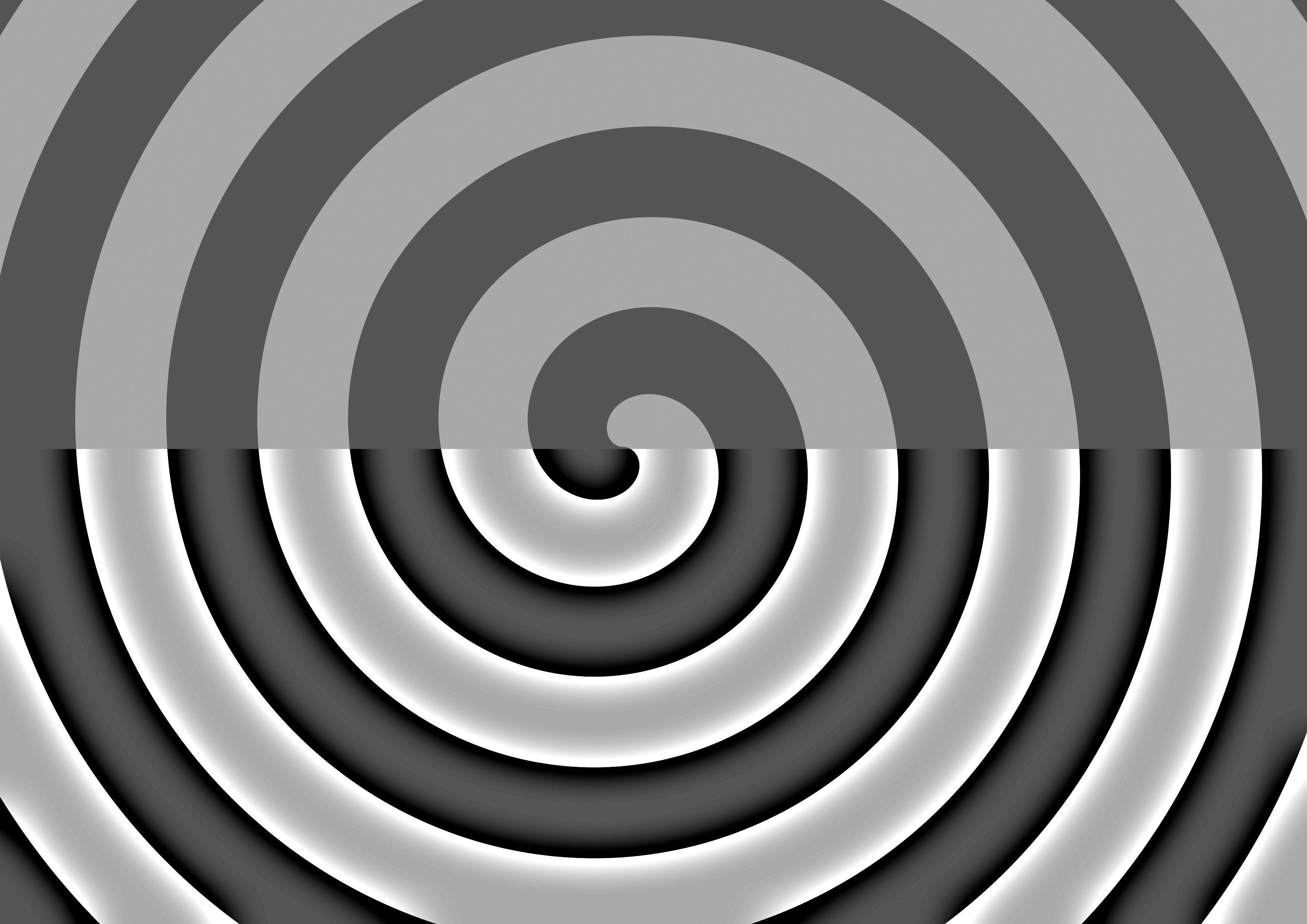
非銳化濾鏡被應用在此圖的下半部分，使其產生过冲和欠沖並增加銳度。

## 图像边缘特性分析
图像邊緣通常具有以下特性：
- 表面法向不連續性 (Surface normal discontinuity)
- 深度不連續性 (Depth discontinuity)
- 表面顏色不連續性 (Surface color discontinuity)
- 亮度不連續性 (Illumination discontinuity)

傅里叶变换後,邊緣与噪声同属高频成分。

## 非銳化濾鏡
單純使用高通滤波器来锐化边缘，會導致噪声同时被放大，故常用非銳化濾鏡(英語：Unsharp masking)来处理。在訊號處理中，非銳化濾鏡通常指放大信號高頻部分的线性滤波器或非線性濾波器。
非銳化濾鏡結合全通濾波器和低通滤波器以達到既銳化邊緣，又不放大噪声的效果，但通常处理后影像中的物體會變得較不清晰。
非銳化濾鏡有三個重要參數：
1. 邊緣銳化的比例 (Amount)：控制邊界變亮或變暗多少， 可被視為增強邊界的對比度，使得影像清晰的感覺更明顯，並不會改變邊界的寬度。
2. 銳化的範圍 (Radius)：將影響銳化後的邊界寬度，因此銳化的範圍越小，越能增強小細節，而較大的銳化範圍會造成邊界的暈染，使得邊界的寬度變大。邊緣銳化的比例和銳化的範圍是互相影響的，銳化的範圍越小，則可以讓邊緣銳化的比例變大。
3. 銳化的條件 (Threshold)：控制銳化的條件，例如亮度變化量或是相鄰像素差值的變化量至少超過某個值，才實行銳化，銳化條件的設立可以讓非邊界的區域仍然保留原貌，因此銳化條件值越小，會使得影像中較多區域符合條件而被銳化。

### 示例
如上图所示，輸入為{\displaystyle F(j,k)}，輸出為{\displaystyle G(j,k)}。{\displaystyle G(j,k)}是全通濾波器和低通濾波器{\displaystyle LP}分别对{\displaystyle F(j,k)}进行处理后的線性組合。